# Favoriții împăratului Honorius
Favoriții împăratului Honorius este o pictură în ulei realizată de John William Waterhouse în 1883. Tabloul îl înfățișează pe Honorius hrănind păsări care se află pe covorul din fața lui; culorile închise ale covorului și hainele lui definesc un spațiu. Despărțiți de el și de păsări sunt consilierii care doresc să îi atragă atenția și care împreună cu însoțitorul sunt îmbrăcați în nuanțe mai palide.
Favoriții împăratului Honorius face parte din colecția Art Gallery of South Australia, care deține și Circe Invidiosa pictată de Waterhouse în 1892.

## Lista de referințe
1. ↑  „johnwilliamwaterhouse.com: The Favourites of the Emperor Honorius”. Arhivat din original la 26 noiembrie 2012. Accesat în 15 ianuarie 2013.
2. ↑  Hobson, Anthony. 1989. J. W. Waterhouse. Oxford: Phaidon Christie's. pages 25, 28-29. ISBN: 0-7148-8066-3
3. ↑  Art Gallery of South Australia: Collection